# Conrad Ferdinand Meyer (rose)
'Conrad Ferdinand Meyer' est un cultivar de rosier obtenu en 1893 en Allemagne par le Dr Franz Hermann Müller, baptisé et introduit au commerce en 1899 par la maison Otto Prœbel, de Zurich. Il rend hommage au poète suisse Conrad Ferdinand Meyer (1825-1898). Ce grand rosier est issu d'un croisement  ['Gloire de Dijon' (Jacotot, rosier Noisette, 1850) × 'Duc de Rohan' (Lévêque, hybride remontant, 1861)] × 'Germanica' (Müller, hybride de Rosa rugosa, 1886).

## Description
Cet hybride de Rosa rugosa tétraploïde présente un buisson vigoureux à port érigé pouvant atteindre 160 cm et même près de 300 cm dans des conditions très favorables. Ses rameaux sont fort épineux. Ses grosses fleurs (10-12 cm) sont doubles et pleines en forme de coupe. Elles sont de couleur rose aux reflets argentés, rappelant 'La France' (Guillot, 1867), et très parfumées,. Elles fleurissent en petits bouquets. La floraison est remontante de mai à début novembre.
Ce rosier supporte des températures hivernales à -15° C.
Ses fleurs tiennent très bien en vase. Cette variété a constamment été choisie depuis sa création pour sa grande rusticité et pour la grâce de ses fleurs.
On peut admirer 'Conrad Ferdinand Meyer' à la roseraie du Val-de-Marne de L'Haÿ-les-Roses, près de Paris.

## Descendance
L'on compte dans sa descendance 'Charles Rennie Mackintosh' (Austin, 1988), issu de ['Chaucer' (Austin, 1970) × 'Conrad Ferdinand Meyer'] × 'Mary Rose' (Austin, 1983) ; et aussi 'Charlotte' (Austin, 1994), issu de ['Chaucer' × 'Conrad Ferdinand Meyer'] × 'Graham Thomas' (Austin, 1983).